# 2418 Voskovec-Werich
2418 Voskovec-Werich eller 1971 UV är en asteroid i huvudbältet, som upptäcktes 26 oktober 1971 av den tjeckiske astronomen Luboš Kohoutek vid Bergedorf-observatoriet. Den har fått sitt namn efter Jiří Wachsmann och Jan Werich.
Asteroiden har en diameter på ungefär 12 kilometer och den tillhör asteroidgruppen Themis.